# Replicate
Replicate — американская ИТ-компания, стартап, который специализируется на облачных технологиях, разработках в сфере искусственного интеллекта (ИИ) и машинного обучения. На одноимённой платформе сторонние разработчики могут запускать и тестировать модели ИИ с открытым программным кодом. Штаб-квартира компании находится в Сан-Франциско.

## История
«Репликейт» была основана Беном Фиршманом и Андреасом Янссоном в 2019 году. Фиршман получил степень по информатике в Университете Уорика, стажировался в ряде ИТ-компаний, до 2019 года был руководителем направления по разработке продуктов с открытым исходным кодом в компании Docker. Янссон до прихода в проект работал инженером по машинному обучению в Spotify.
Своей целью команда платформы ставила преодоление разрыва между исследованиями в сфере машинного обучения и практическим применением данных технологий, а одной из основных задач было создание доступной среды, в рамках которой пользователи могут свободно обмениваться моделями ИИ и своими наработками в данной области. В ноябре 2020 года Replicate была запущена, в 2021 году на платформе начался хостинг ИИ-моделей.
В 2019—2023 годах компания провела пять инвестиционных раундов, собрав в общей сложности 58 млн долларов, из них 40 млн — по итогам последнего.
Средства в проект вкладывали как венчурные компании (Andreessen Horowitz, Sequoia, a16z, NVentures, Y Combinator), так и частные инвесторы.
В декабре 2023 года капитализация компании оценивалась в 350 млн долларов.

## Основные функции платформы
Компания создаёт программные инструменты на базе программного обеспечения с открытым кодом (Meta’s Llama 2, OpenAI’s Whisper и др.), позволяющие любому инженеру-программисту использовать ИИ в своей работе. С пользователей платформы взимается плата за тот период времени, в течение которого работает та или иная модель. Расценки могут колебаться от 36 центов до 20 долларов в час.
Разработчикам доступны следующие основные функции:
- интеграция ИИ-моделей через API;
- обучение и настройка ИИ-моделей;
- развёртывание полученных решений в производственные системы.

## Собственники и руководство
Должность генерального директора компании занимает Бен Фиршман, технического директора — Андреас Янссон.